# Rødsø
Rødsø är en sjö på Jylland i Danmark.   Den ligger i Viborgs kommun i Region Mittjylland, 210 km nordväst om Köpenhamn. Rødsø ligger 3 meter över havet. Arean är 0,75 kvadratkilometer. 